# Groupe des sept (économie)
Pour les articles homonymes, voir Groupe des sept.
Le Groupe des sept (G7) est un groupe de discussion et de partenariat économique de sept pays réputés en 1975 pour être les plus grandes puissances avancées du monde qui détiennent environ les 2/3 de la richesse nette mondiale,, puis 44 % en 2023 (par ordre alphabétique) : Allemagne, Canada, États-Unis, France, Italie, Japon et Royaume-Uni. Le groupe rassemble 7 des 10 pays avec le plus important PIB du monde, avec l'absence notable de la Chine qui occupe le 2e rang et de l'Inde qui occupe le 5e rang (en 2021).
Le sommet du G7 réunit chaque année les chefs d'État ou de gouvernement de ces pays, ainsi que les présidents de la Commission et du Conseil européens (ainsi que, pour certaines activités, des représentants d'autres pays ou d'autres unions internationales, invités à participer).
Durant toute l'année, le G7 a un calendrier chargé dans le pays hôte, où se rencontrent les ministres et chargés de missions dans chaque domaine (économie et finances, défense et sécurité internationale, éducation, environnement, développement, etc.), afin de préparer le programme du sommet annuel, puis mettre en œuvre les initiatives prises lors du sommet.
Appelé d'abord de façon informelle G5, puis provisoirement G6 lors de sa création en 1975, et rapidement devenu G7 avec l'intégration du Canada en 1976, le groupe est élargi à la Russie en 1997 pour devenir le G8. La Russie est ajoutée pour son influence politique, et non pour son poids financier,. En mars 2014, à la suite de l'invasion et de l'annexion de la Crimée par la Russie, les pays membres du G7 et l'Union européenne ont temporairement suspendu la Russie du groupe économique. Le groupe est donc redevenu G7 (« Groupe des sept ») avec un sommet exceptionnel à La Haye, aux Pays-Bas. Plus tard, plusieurs fonctionnaires des pays du G7 ont déclaré que la Russie pourrait revenir dans le groupe,,,,. En 2017, la Russie, après sa suspension de 2014, s'est définitivement retirée.
Ces rencontres sont contestées par des mouvements altermondialistes, qui remettent en cause la légitimité du G7, et l'accusent de vouloir « diriger le monde » en alliant des pays parmi les principales grandes puissances économiques afin d'augmenter chez chaque membre son influence sur les marchés mondiaux à des fins d'appropriation de richesses au mépris et détriment des autres pays, cela imposant selon eux une politique d'inspiration néolibérale. Toutefois, ces sommets constituent une plate-forme de discussion régulière entre chefs d'État, et assez informelle, favorisant la coopération jusqu'au plus haut niveau et la définition d'objectifs communs.

## Historique et contexte
À la suite du premier choc pétrolier, un G5 informel est lancé en 1974, avec une série de réunions à Washington entre les États-Unis, le Japon, la France, l'Allemagne de l'Ouest et le Royaume-Uni. On parle aussi de « Library Group », en référence à la bibliothèque de la Maison-Blanche où se tiennent ces réunions.
Puis, avec l'ajout de l'Italie lors d'un premier sommet au château de Rambouillet, du 15 au 17 novembre 1975 sur l'initiative du président français Valéry Giscard d'Estaing, le G6 est créé. Les six chefs d'État fondateurs du groupe s'engagent alors à se réunir annuellement, avec une présidence tournante, afin de traiter les questions économiques et financières de façon informelle. Il n'existe donc pas de structure particulière du groupe, qui ne répond pas à un protocole ou à une organisation : il s'agit d'une réunion de dirigeants, qui a pour objectif de « discuter des affaires du monde [...] en toute franchise et sans protocole, dans une ambiance décontractée ».
Le G6 devient rapidement le G7 avec, en 1976, l'ajout du Canada sur demande germano-américaine. Dès 1977, l'Union européenne participe aussi au G7, en tant qu'invitée ; elle est représentée par le président de la Commission européenne, auquel s'est ajouté par la suite le représentant de la présidence tournante de l'UE, ou le président du Conseil européen. En 1990, l'ancienne RDA intègre de facto le G7 au bénéfice de la réunification allemande. À partir de 1994, la Russie est régulièrement présente, en marge du G7, avec les représentants du groupe. On parle alors de P8 (Political 8) ou de G7+1, jusqu'à ce que la Russie rejoigne formellement le groupe en 1997, donnant ainsi naissance au G8.
Le sommet du G8 de 2001, à Gênes (Italie) est marqué par des émeutes, opposant les forces de l'ordre et de nombreux manifestants, ainsi que par la mort d'un manifestant : Carlo Giuliani, due à un tir de carabinier. Ce sera le dernier sommet tenu au sein d'une très grande ville, les membres G8 ayant décidé, en raison des événements, ainsi que des attentats du 11 septembre 2001, de tenir désormais leurs réunions dans des endroits moins accessibles.
La crise de Crimée, en 2014, voit Angela Merkel affirmer implicitement que la Russie n'a plus sa place dans le groupe. Barack Obama propose par la suite de tenir le sommet annuel, originellement prévu à Sotchi, à Bruxelles. La Russie est temporairement suspendue. Federica Mogherini et d'autres autorités italiennes,, ainsi que le diplomate allemand et le président de la Wehrkunde Wolfgang Ischinger (en), ont déclaré qu'ils travaillaient au retour de la Russie au G8. En 2015, le ministre allemand des Affaires étrangères Frank-Walter Steinmeier a déclaré que la Russie sera en mesure de revenir dans le groupe, à condition qu'il n'y ait pas de nouvelle escalade des conflits en Ukraine et en Syrie. La même année, le Premier ministre du Japon Shinzō Abe a demandé le retour de la Russie au G8, indiquant que la participation de la Russie est « cruciale pour la lutte contre de multiples crises au Moyen-Orient ».
La Russie s'est définitivement retirée depuis 2017 après la suspension de 2014. En 2023, tous les membres du G7 à l'exception du Japon font partie de l'alliance politico-militaire de l'Organisation du traité de l'Atlantique nord (OTAN), ce qui en fait une organisation occidentale.
En 2025, le Canada (pays hôte) détermine les priorités du sommet : la sécurité mondiale, la guerre commerciale américaine et la stabilité de la région indo-pacifique.

## Importance économique
|                  | Population (2023) | Population (2023) | PIB nominal (2023) | PIB nominal (2023) | PIB nominal (2023) |
| Millions         | %                 | Milliards USD     | %                  | Rang mondial       |                    |
| ---------------- | ----------------- | ----------------- | ------------------ | ------------------ | ------------------ |
| Monde            | 8 025,0           | 100,0             | 105 435            | 100,0              |                    |
| G7               | 779,3             | 9,71              | 46 796             | 44,38              |                    |
| États-Unis       | 334,9             | 4,17              | 27 361             | 25,95              | 1                  |
| Allemagne        | 84,5              | 1,05              | 4 456              | 4,23               | 3                  |
| Japon            | 124,5             | 1,55              | 4 213              | 4,00               | 4                  |
| Royaume-Uni      | 68,4              | 0,85              | 3 340              | 3,17               | 6                  |
| France           | 68,2              | 0,85              | 3 031              | 2,87               | 7                  |
| Italie           | 58,8              | 0,73              | 2 255              | 2,14               | 8                  |
| Canada           | 40,1              | 0,50              | 2 140              | 2,03               | 10                 |
| Union européenne | 449,5             | 5,60              | 18 349             | 17,40              | -                  |

L'Union européenne est membre du G7 mais n'est cependant pas un État. L'Allemagne, la France et l'Italie sont également dans l'UE.

## Structure et activités
Le G7 n'est pas une administration transnationale, à la différence d'institutions comme les organisations du système des Nations unies telles que l'ONU ou la Banque mondiale, mais il est officiellement reconnu par eux. La présidence du groupe tourne parmi les États membres chaque année. Le pays tenant la présidence accueille une série de réunions au niveau ministériel amenant à une réunion au sommet de deux ou trois jours au milieu de l'année avec les chefs d'État et de gouvernement. Il est aussi responsable de la sécurité des participants.
Les réunions ministérielles rassemblent des ministres compétents dans des domaines tels que la santé, les affaires étrangères, l'éducation, l'économie (depuis 1986), l'énergie, l'environnement, la justice et la sécurité nationale et alimentaire. La plus connue de ces dernières est le G7 qui se réfère maintenant spécifiquement à la réunion annuelle des ministres de l'économie du G8, excepté la Russie, ainsi que de fonctionnaires de l'Union européenne.
Par exemple, en juin 2005, les ministres de la Justice et de l'Intérieur se sont mis d'accord sur le lancement d'une base de données internationale des pédophiles.
Le sommet de Gleneagles (Royaume-Uni) s'était conclu en 2005 sur l'engagement de procurer à l'Afrique une aide au développement supplémentaire de 25 milliards de dollars. Le suivi de cette volonté est assuré par l'Africa Progress Panel (en), présidé par Kofi Annan. En juin 2008, cet organe constate par voie de rapport que l'engagement pris en 2005 n'a pas été tenu.
Seules cinq femmes ont représenté leur pays dans l’histoire des G8/G7 : Margaret Thatcher et Theresa May pour le Royaume-Uni entre 1979 et 1990 (pour la première) et entre 2016 et 2018 (pour la deuxième), Kim Campbell pour le Canada en 1993, Angela Merkel pour l’Allemagne entre 2005 et 2021, et Giorgia Meloni depuis 2023.

## Sommets
Chaque année, les sommets du G7 changent de pays dans cet ordre : France, États-Unis, Royaume-Uni, Allemagne, Japon, Italie, Canada. La Chine et l'Inde sont de possibles futurs candidats.

### Précédents sommets

#### G6
|     | Dates               | Pays   | Lieu        | États-Unis | Japon   | RFA        | France               | Royaume-Uni | Italie  |
| --- | ------------------- | ------ | ----------- | ---------- | ------- | ---------- | -------------------- | ----------- | ------- |
| 1er | 15–17 novembre 1975 | France | Rambouillet | G. Ford    | T. Miki | H. Schmidt | V. Giscard d'Estaing | H. Wilson   | A. Moro |

#### G7
|                      | Dates              | Pays        | Lieu         | États-Unis  | Japon        | RFA        | France               | Royaume-Uni  | Italie        | Canada       | Communauté européenne | Communauté européenne |
| Pdt de la Commission | Dates              | Pays        | Lieu         | États-Unis  | Japon        | RFA        | France               | Royaume-Uni  | Italie        | Canada       | Pdt du Conseil        |                       |
| -------------------- | ------------------ | ----------- | ------------ | ----------- | ------------ | ---------- | -------------------- | ------------ | ------------- | ------------ | --------------------- | --------------------- |
| 2e                   | 27-28 juin 1976    | États-Unis  | San Juan     | G. Ford     | T. Miki      | H. Schmidt | V. Giscard d'Estaing | J. Callaghan | A. Moro       | P.E. Trudeau | Non encore membre     | Non encore membre     |
| 3e                   | 7-8 mai 1977       | Royaume-Uni | Londres      | J. Carter   | T. Fukuda    | H. Schmidt | V. Giscard d'Estaing | J. Callaghan | G. Andreotti  | P.E. Trudeau | R. Jenkins            | J. Callaghan          |
| 4e                   | 16-17 juillet 1978 | RFA         | Bonn         | J. Carter   | T. Fukuda    | H. Schmidt | V. Giscard d'Estaing | J. Callaghan | G. Andreotti  | P.E. Trudeau | R. Jenkins            | H. Schmidt            |
| 5e                   | 28-29 juin 1979    | Japon       | Tokyo        | J. Carter   | M. Ōhira     | H. Schmidt | V. Giscard d'Estaing | M. Thatcher  | G. Andreotti  | J. Clark     | R. Jenkins            | V. Giscard d'Estaing  |
| 6e                   | 22-23 juin 1980    | Italie      | Venise       | J. Carter   | S. Ōkita     | H. Schmidt | V. Giscard d'Estaing | M. Thatcher  | F. Cossiga    | P.E. Trudeau | R. Jenkins            | F. Cossiga            |
| 7e                   | 20-21 juillet 1981 | Canada      | Montebello   | R. Reagan   | Z. Suzuki    | H. Schmidt | F. Mitterrand        | M. Thatcher  | G. Spadolini  | P.E. Trudeau | G. Thorn              | M. Thatcher           |
| 8e                   | 4-6 juin 1982      | France      | Versailles   | R. Reagan   | Z. Suzuki    | H. Schmidt | F. Mitterrand        | M. Thatcher  | G. Spadolini  | P.E. Trudeau | G. Thorn              | W. Martens            |
| 9e                   | 28-30 mai 1983     | États-Unis  | Williamsburg | R. Reagan   | Y. Nakasone  | H. Kohl    | F. Mitterrand        | M. Thatcher  | A. Fanfani    | P.E. Trudeau | G. Thorn              | H. Kohl               |
| 10e                  | 7-9 juin 1984      | Royaume-Uni | Londres      | R. Reagan   | Y. Nakasone  | H. Kohl    | F. Mitterrand        | M. Thatcher  | B. Craxi      | P.E. Trudeau | G. Thorn              | F. Mitterrand         |
| 11e                  | 2-4 mai 1985       | RFA         | Bonn         | R. Reagan   | Y. Nakasone  | H. Kohl    | F. Mitterrand        | M. Thatcher  | B. Craxi      | B. Mulroney  | J. Delors             | B. Craxi              |
| 12e                  | 4-6 mai 1986       | Japon       | Tokyo        | R. Reagan   | Y. Nakasone  | H. Kohl    | F. Mitterrand        | M. Thatcher  | B. Craxi      | B. Mulroney  | J. Delors             | R. Lubbers            |
| 13e                  | 8-10 juin 1987     | Italie      | Venise       | R. Reagan   | Y. Nakasone  | H. Kohl    | F. Mitterrand        | M. Thatcher  | A. Fanfani    | B. Mulroney  | J. Delors             | W. Martens            |
| 14e                  | 19-21 juin 1988    | Canada      | Toronto      | R. Reagan   | N. Takeshita | H. Kohl    | F. Mitterrand        | M. Thatcher  | C. De Mita    | B. Mulroney  | J. Delors             | H. Kohl               |
| 15e                  | 14-16 juillet 1989 | France      | Puteaux      | G.H.W. Bush | S. Uno       | H. Kohl    | F. Mitterrand        | M. Thatcher  | C. De Mita    | B. Mulroney  | J. Delors             | F. Mitterrand         |
| 16e                  | 9-11 juillet 1990  | États-Unis  | Houston      | G.H.W. Bush | T. Kaifu     | H. Kohl    | F. Mitterrand        | M. Thatcher  | G. Andreotti  | B. Mulroney  | J. Delors             | G. Andreotti          |
| 17e                  | 15-17 juillet 1991 | Royaume-Uni | Londres      | G.H.W. Bush | T. Kaifu     | H. Kohl    | F. Mitterrand        | J. Major     | G. Andreotti  | B. Mulroney  | J. Delors             | R. Lubbers            |
| 18e                  | 6-8 juillet 1992   | Allemagne   | Munich       | G.H.W. Bush | K. Miyazawa  | H. Kohl    | F. Mitterrand        | J. Major     | G. Amato      | B. Mulroney  | J. Delors             | J. Major              |
| 19e                  | 7-9 juillet 1993   | Japon       | Tokyo        | B. Clinton  | K. Miyazawa  | H. Kohl    | F. Mitterrand        | J. Major     | C. A. Ciampi  | K. Campbell  | H. Christophersen     | J.-L. Dehaene         |
| 20e                  | 8-10 juillet 1994  | Italie      | Naples       | B. Clinton  | T. Murayama  | H. Kohl    | F. Mitterrand        | J. Major     | S. Berlusconi | J. Chrétien  | J. Delors             | H. Kohl               |
| 21e                  | 15-17 juin 1995    | Canada      | Halifax      | B. Clinton  | T. Murayama  | H. Kohl    | J. Chirac            | J. Major     | L. Dini       | J. Chrétien  | J. Santer             | J. Chirac             |
| sp.,                 | 19-20 avril 1996   | Russie      | Moscou       | B. Clinton  | R. Hashimoto | H. Kohl    | J. Chirac            | J. Major     | L. Dini       | J. Chrétien  | J. Santer             | L. Dini               |
| 22e                  | 27-29 juin 1996    | France      | Lyon         | B. Clinton  | R. Hashimoto | H. Kohl    | J. Chirac            | J. Major     | R. Prodi      | J. Chrétien  | J. Santer             | R. Prodi              |
| 23e                  | 20-22 juin 1997    | États-Unis  | Denver       | B. Clinton  | R. Hashimoto | H. Kohl    | J. Chirac            | T. Blair     | R. Prodi      | J. Chrétien  | J. Santer             | W. Kok                |

#### G8
|                      | Dates              | Pays        | Lieu              | États-Unis | Japon | Allemagne | France | Royaume-Uni | Italie | Canada | Russie | Union européenne | Union européenne | Site web |
| Pdt de la Commission | Dates              | Pays        | Lieu              | États-Unis | Japon | Allemagne | France | Royaume-Uni | Italie | Canada | Russie | Pdt du Conseil | | Site web |
| -------------------- | ------------------ | ----------- | ----------------- | --- | --- | --- | --- | --- | --- | --- | --- | --- | --- | --- |
| 24e                  | 15-17 mai 1998     | Royaume-Uni | Birmingham        | B. Clinton | R. Hashimoto | H. Kohl | J. Chirac | T. Blair | R. Prodi | J. Chrétien | B. Eltsine | J. Santer | T. Blair | |
| 25e                  | 18-20 juin 1999    | Allemagne   | Cologne           | B. Clinton | K. Obuchi | G. Schröder | J. Chirac | T. Blair | M. D'Alema | J. Chrétien | B. Eltsine | M. Marín | G. Schröder | |
| 26e                  | 21-23 juillet 2000 | Japon       | Okinawa           | B. Clinton | Y. Mori | G. Schröder | J. Chirac | T. Blair | G. Amato | J. Chrétien | V. Poutine | R. Prodi | J. Chirac | Site |
| 27e                  | 20-22 juillet 2001 | Italie      | Gênes             | G.W. Bush | J. Koizumi | G. Schröder | J. Chirac | T. Blair | S. Berlusconi | J. Chrétien | V. Poutine | R. Prodi | G. Verhofstadt | Site |
| 28e                  | 26-27 juin 2002    | Canada      | Kananaskis        | G.W. Bush | J. Koizumi | G. Schröder | J. Chirac | T. Blair | S. Berlusconi | J. Chrétien | V. Poutine | R. Prodi | J. M. Aznar | Site |
| 29e                  | 2-3 juin 2003      | France      | Évian             | G.W. Bush | J. Koizumi | G. Schröder | J. Chirac | T. Blair | S. Berlusconi | J. Chrétien | V. Poutine | R. Prodi | C. Simitis | Site |
| 30e                  | 8-10 juin 2004     | États-Unis  | Sea Island        | G.W. Bush | J. Koizumi | G. Schröder | J. Chirac | T. Blair | S. Berlusconi | P. Martin | V. Poutine | R. Prodi | B. Ahern | Site |
| 31e                  | 6-8 juillet 2005   | Royaume-Uni | Auchterarder      | G.W. Bush | J. Koizumi | G. Schröder | J. Chirac | T. Blair | S. Berlusconi | P. Martin | V. Poutine | J.M. Barroso | T. Blair | Site |
| 32e                  | 15-17 juillet 2006 | Russie      | Saint-Pétersbourg | G.W. Bush | J. Koizumi | A. Merkel | J. Chirac | T. Blair | R. Prodi | S. Harper | V. Poutine | J.M. Barroso | M. Vanhanen | Site |
| 33e                  | 6-8 juin 2007      | Allemagne   | Heiligendamm      | G.W. Bush | S. Abe | A. Merkel | N. Sarkozy | T. Blair | R. Prodi | S. Harper | V. Poutine | J.M. Barroso | A. Merkel | Site |
| 34e                  | 6-10 juillet 2008  | Japon       | Tōyako            | G.W. Bush | Y. Fukuda | A. Merkel | N. Sarkozy | G. Brown | S. Berlusconi | S. Harper | D. Medvedev | J.M. Barroso | N. Sarkozy | Site |
| 35e                  | 8-10 juillet 2009  | Italie      | L'Aquila          | B. Obama | T. Aso | A. Merkel | N. Sarkozy | G. Brown | S. Berlusconi | S. Harper | D. Medvedev | J.M. Barroso | F. Reinfeldt | Site |
| 36e                  | 25-26 juin 2010    | Canada      | Huntsville        | B. Obama | N. Kan | A. Merkel | N. Sarkozy | D. Cameron | S. Berlusconi | S. Harper | D. Medvedev | J.M. Barroso | H. Van Rompuy | Site |
| 37e                  | 26-27 mai 2011     | France      | Deauville         | B. Obama | N. Kan | A. Merkel | N. Sarkozy | D. Cameron | S. Berlusconi | S. Harper | D. Medvedev | J.M. Barroso | H. Van Rompuy | Site |
| 38e                  | 18-19 mai 2012     | États-Unis  | Camp David        | B. Obama | Y. Noda | A. Merkel | F. Hollande | D. Cameron | M. Monti | S. Harper | D. Medvedev | J.M. Barroso | H. Van Rompuy | |
| 39e                  | 17-18 juin 2013    | Royaume-Uni | Lough Erne        | B. Obama | S. Abe | A. Merkel | F. Hollande | D. Cameron | E. Letta | S. Harper | V. Poutine | J.M. Barroso | H. Van Rompuy | |
| 40e                  | Juin 2014          | Russie      | Sotchi            | Sommet du G8 annulé après l'expulsion de la Russie du groupe économique, à la suite de la crise de Crimée et aux événements en Ukraine, relocalisé à Bruxelles. | Sommet du G8 annulé après l'expulsion de la Russie du groupe économique, à la suite de la crise de Crimée et aux événements en Ukraine, relocalisé à Bruxelles. | Sommet du G8 annulé après l'expulsion de la Russie du groupe économique, à la suite de la crise de Crimée et aux événements en Ukraine, relocalisé à Bruxelles. | Sommet du G8 annulé après l'expulsion de la Russie du groupe économique, à la suite de la crise de Crimée et aux événements en Ukraine, relocalisé à Bruxelles. | Sommet du G8 annulé après l'expulsion de la Russie du groupe économique, à la suite de la crise de Crimée et aux événements en Ukraine, relocalisé à Bruxelles. | Sommet du G8 annulé après l'expulsion de la Russie du groupe économique, à la suite de la crise de Crimée et aux événements en Ukraine, relocalisé à Bruxelles. | Sommet du G8 annulé après l'expulsion de la Russie du groupe économique, à la suite de la crise de Crimée et aux événements en Ukraine, relocalisé à Bruxelles. | Sommet du G8 annulé après l'expulsion de la Russie du groupe économique, à la suite de la crise de Crimée et aux événements en Ukraine, relocalisé à Bruxelles. | Sommet du G8 annulé après l'expulsion de la Russie du groupe économique, à la suite de la crise de Crimée et aux événements en Ukraine, relocalisé à Bruxelles. | Sommet du G8 annulé après l'expulsion de la Russie du groupe économique, à la suite de la crise de Crimée et aux événements en Ukraine, relocalisé à Bruxelles. | Sommet du G8 annulé après l'expulsion de la Russie du groupe économique, à la suite de la crise de Crimée et aux événements en Ukraine, relocalisé à Bruxelles. |

#### G7
|                      | Dates           | Pays            | Lieu                | États-Unis                                                | Japon                                                     | Allemagne                                                 | France                                                    | Royaume-Uni                                               | Italie                                                    | Canada                                                    | Union européenne                                          | Union européenne                                          | Site web                                                  |
| Pdt de la Commission | Dates           | Pays            | Lieu                | États-Unis                                                | Japon                                                     | Allemagne                                                 | France                                                    | Royaume-Uni                                               | Italie                                                    | Canada                                                    | Pdt du Conseil                                            |                                                           | Site web                                                  |
| -------------------- | --------------- | --------------- | ------------------- | --------------------------------------------------------- | --------------------------------------------------------- | --------------------------------------------------------- | --------------------------------------------------------- | --------------------------------------------------------- | --------------------------------------------------------- | --------------------------------------------------------- | --------------------------------------------------------- | --------------------------------------------------------- | --------------------------------------------------------- |
| sp.                  | 24-25 mars 2014 | Pays-Bas        | La Haye             | B. Obama                                                  | S. Abe                                                    | A. Merkel                                                 | F. Hollande                                               | D. Cameron                                                | M. Renzi                                                  | S. Harper                                                 | J.M. Barroso                                              | H. Van Rompuy                                             |                                                           |
| 40e                  | 4-5 juin 2014   | Belgique        | Bruxelles           | B. Obama                                                  | S. Abe                                                    | A. Merkel                                                 | F. Hollande                                               | D. Cameron                                                | M. Renzi                                                  | S. Harper                                                 | J.M. Barroso                                              | H. Van Rompuy                                             | Site                                                      |
| 41e                  | 7-8 juin 2015   | Allemagne       | Schloss Elmau, Krün | B. Obama                                                  | S. Abe                                                    | A. Merkel                                                 | F. Hollande                                               | D. Cameron                                                | M. Renzi                                                  | S. Harper                                                 | J.-C. Juncker                                             | D. Tusk                                                   | Site                                                      |
| 42e                  | 26-27 mai 2016  | Japon           | Shima               | B. Obama                                                  | S. Abe                                                    | A. Merkel                                                 | F. Hollande                                               | D. Cameron                                                | M. Renzi                                                  | J. Trudeau                                                | J.-C. Juncker                                             | D. Tusk                                                   | Site                                                      |
| 43e                  | 26-27 mai 2017  | Italie          | Taormine            | D. Trump                                                  | S. Abe                                                    | A. Merkel                                                 | E. Macron                                                 | T. May                                                    | P. Gentiloni                                              | J. Trudeau                                                | J.-C. Juncker                                             | D. Tusk                                                   | Site                                                      |
| 44e                  | 8-9 juin 2018   | Canada          | La Malbaie          | D. Trump                                                  | S. Abe                                                    | A. Merkel                                                 | E. Macron                                                 | T. May                                                    | G. Conte                                                  | J. Trudeau                                                | J.-C. Juncker                                             | D. Tusk                                                   | Site                                                      |
| 45e                  | 24-26 août 2019 | France          | Biarritz            | D. Trump                                                  | S. Abe                                                    | A. Merkel                                                 | E. Macron                                                 | B. Johnson                                                | G. Conte                                                  | J. Trudeau                                                | Absent                                                    | D. Tusk                                                   | Site                                                      |
| sp.,.                | 16 mars 2020    | Visioconférence | Visioconférence     | D. Trump                                                  | S. Abe                                                    | A. Merkel                                                 | E. Macron                                                 | B. Johnson                                                | G. Conte                                                  | J. Trudeau                                                | U. von der Leyen                                          | C. Michel                                                 |                                                           |
| 46e                  | 10-12 juin 2020 | États-Unis      | Camp David          | Sommet du G7 annulé en raison de la pandémie de Covid-19. | Sommet du G7 annulé en raison de la pandémie de Covid-19. | Sommet du G7 annulé en raison de la pandémie de Covid-19. | Sommet du G7 annulé en raison de la pandémie de Covid-19. | Sommet du G7 annulé en raison de la pandémie de Covid-19. | Sommet du G7 annulé en raison de la pandémie de Covid-19. | Sommet du G7 annulé en raison de la pandémie de Covid-19. | Sommet du G7 annulé en raison de la pandémie de Covid-19. | Sommet du G7 annulé en raison de la pandémie de Covid-19. | Sommet du G7 annulé en raison de la pandémie de Covid-19. |
| 47e                  | 11-13 juin 2021 | Royaume-Uni     | Carbis Bay          | J. Biden                                                  | Y. Suga                                                   | A. Merkel                                                 | E. Macron                                                 | B. Johnson                                                | M. Draghi                                                 | J. Trudeau                                                | U. von der Leyen                                          | C. Michel                                                 | Site                                                      |
| sp.                  | 24 août 2021    | Visioconférence | Visioconférence     | J. Biden                                                  | Y. Suga                                                   | A. Merkel                                                 | E. Macron                                                 | B. Johnson                                                | M. Draghi                                                 | J. Trudeau                                                | U. von der Leyen                                          | C. Michel                                                 |                                                           |
| 48e                  | 26-28 juin 2022 | Allemagne       | Schloss Elmau, Krün | J. Biden                                                  | F. Kishida                                                | O. Scholz                                                 | E. Macron                                                 | B. Johnson                                                | M. Draghi                                                 | J. Trudeau                                                | U. von der Leyen                                          | C. Michel                                                 | Site                                                      |
| 49e                  | 19-21 mai 2023  | Japon           | Hiroshima           | J. Biden                                                  | F. Kishida                                                | O. Scholz                                                 | E. Macron                                                 | R.Sunak                                                   | G.Meloni                                                  | J. Trudeau                                                | U. von der Leyen                                          | C. Michel                                                 | Site                                                      |
| 50e                  | 13-15 juin 2024 | Italie          | Fasano              | J. Biden                                                  | F. Kishida                                                | O. Scholz                                                 | E. Macron                                                 | R.Sunak                                                   | G.Meloni                                                  | J. Trudeau                                                | U. von der Leyen                                          | C. Michel                                                 | Site                                                      |
| 51e                  | 15-17 juin 2025 | Canada          | Kananaskis          | D. Trump                                                  | S. Ishiba                                                 | F. Merz                                                   | E. Macron                                                 | K. Starmer                                                | G.Meloni                                                  | M. Carney                                                 | U. von der Leyen                                          | A. Costa                                                  | Site                                                      |

## Dirigeants
| Pays             |                                        | Chef d'État ou de gouvernement | Chef d'État ou de gouvernement                                                                  |                             | Ministre des Finances       | Ministre des Finances |  | Gouverneur de la banque centrale |
| Allemagne        | Chancelier fédéral                     | Friedrich Merz                 | Ministre fédéral des Finances                                                                   | Lars Klingbeil              | Joachim Nagel               |                       |  |                                  |
| Canada           | Premier ministre                       | Mark Carney                    | Ministre des Finances                                                                           | François-Philippe Champagne | Tiff Macklem                |                       |  |                                  |
| États-Unis       | Président                              | Donald Trump                   | Secrétaire au Trésor                                                                            | Scott Bessent               | Jerome Powell               |                       |  |                                  |
| France           | Président de la République             | Emmanuel Macron                | Ministre de l'Économie, des Finances et de l'Industrie                                          | Éric Lombard                | François Villeroy de Galhau |                       |  |                                  |
| Italie           | Présidente du Conseil des ministres    | Giorgia Meloni                 | Ministre de l'Économie et des Finances                                                          | Giancarlo Giorgetti         | Fabio Panetta               |                       |  |                                  |
| Japon            | Premier ministre                       | Shigeru Ishiba                 | Ministre des Finances                                                                           | Katsunobu Katō              | Kazuo Ueda                  |                       |  |                                  |
| Royaume-Uni      | Premier ministre                       | Keir Starmer                   | Chancelière de l'Échiquier                                                                      | Rachel Reeves               | Andrew Bailey               |                       |  |                                  |
| Union européenne | Président du Conseil européen          | António Costa                  | Commissaire européen à l'Économie, à la Productivité, à la Mise en œuvre et à la Simplification | Valdis Dombrovskis          | Christine Lagarde           |                       |  |                                  |
| Union européenne | Présidente de la Commission européenne | Ursula von der Leyen           | Commissaire européen à l'Économie, à la Productivité, à la Mise en œuvre et à la Simplification | Valdis Dombrovskis          | Christine Lagarde           |                       |  |                                  |

Dirigeants
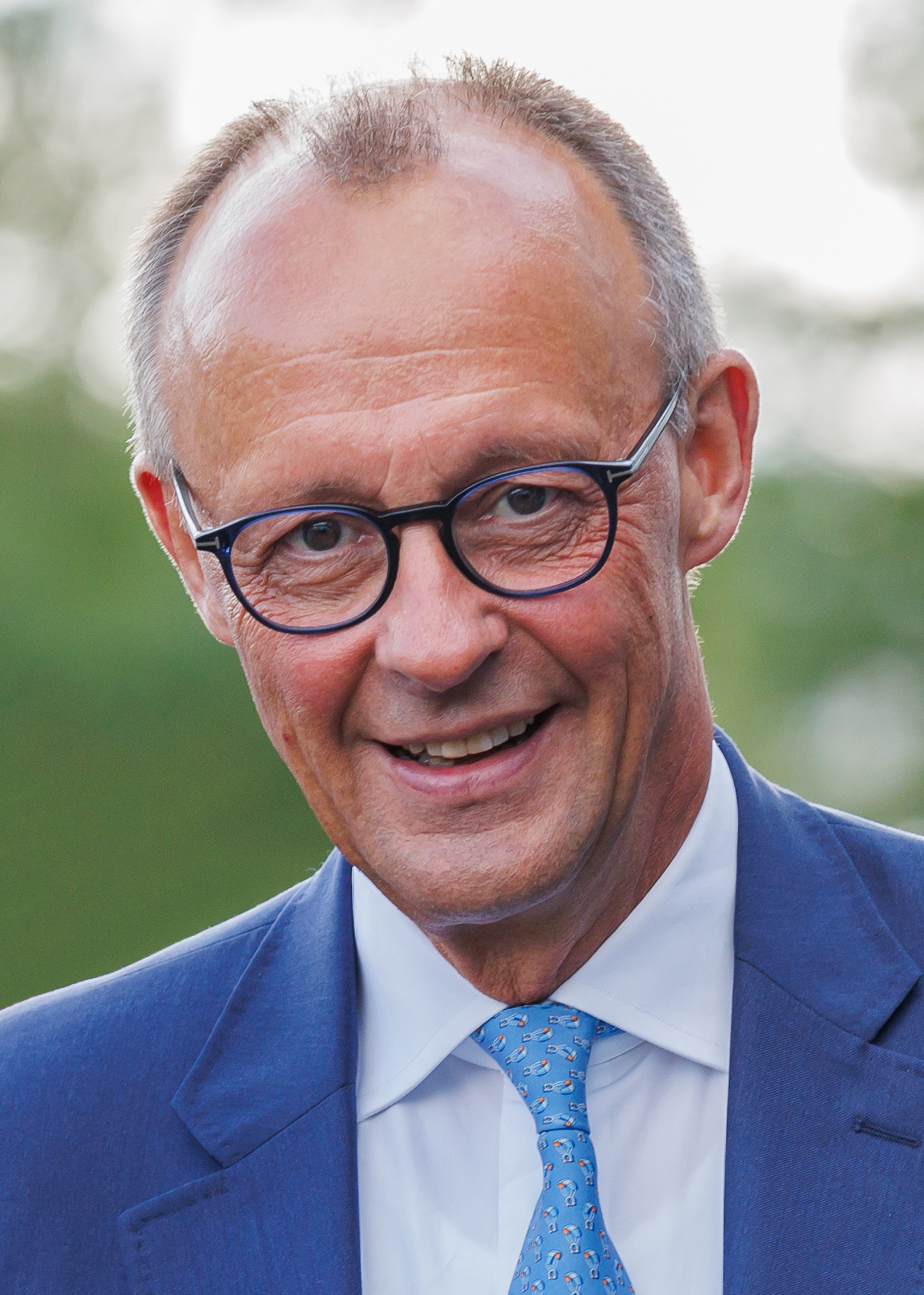
Allemagne :  Friedrich Merz, Chancelier.
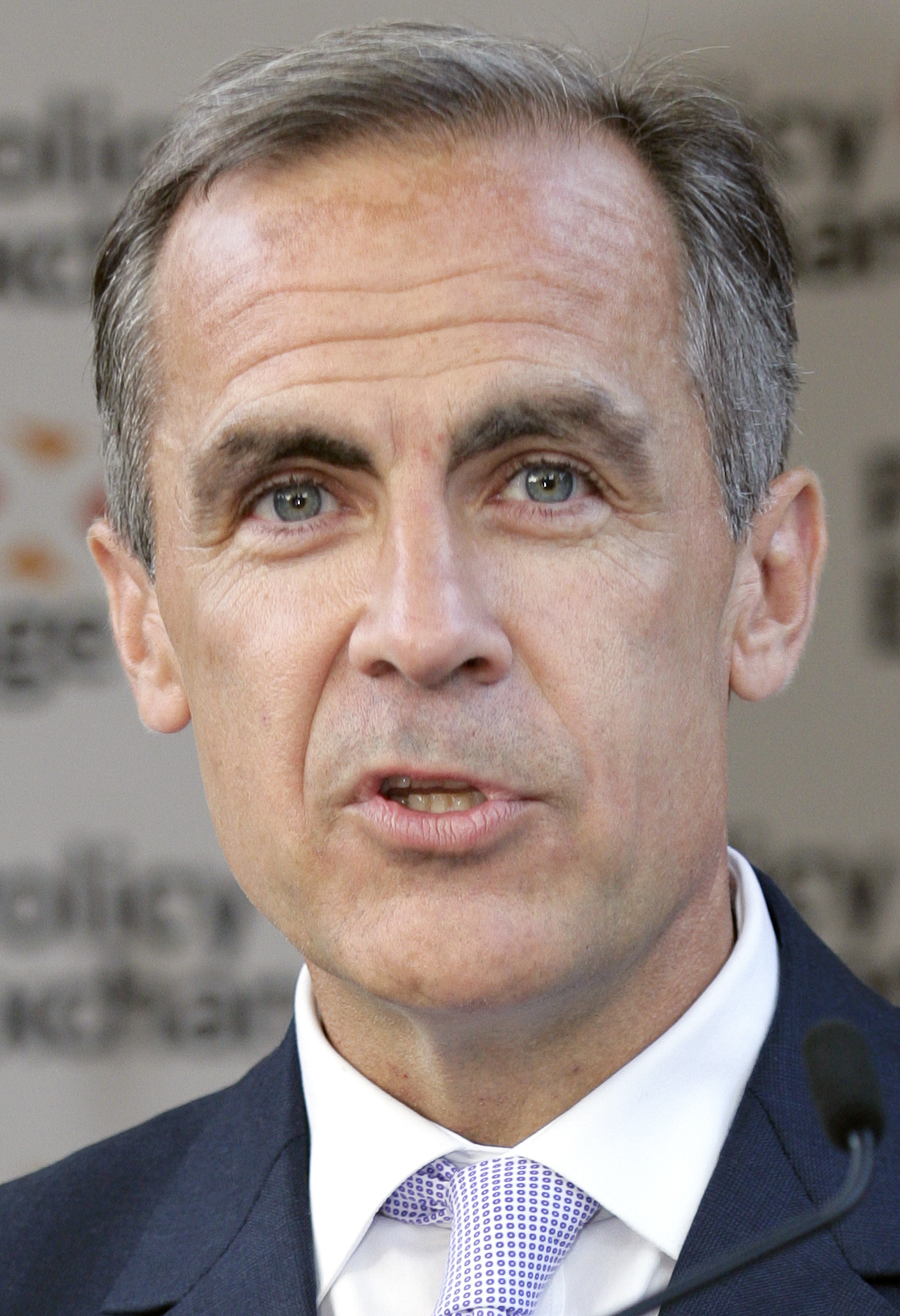
Canada : Mark Carney, Premier ministre.
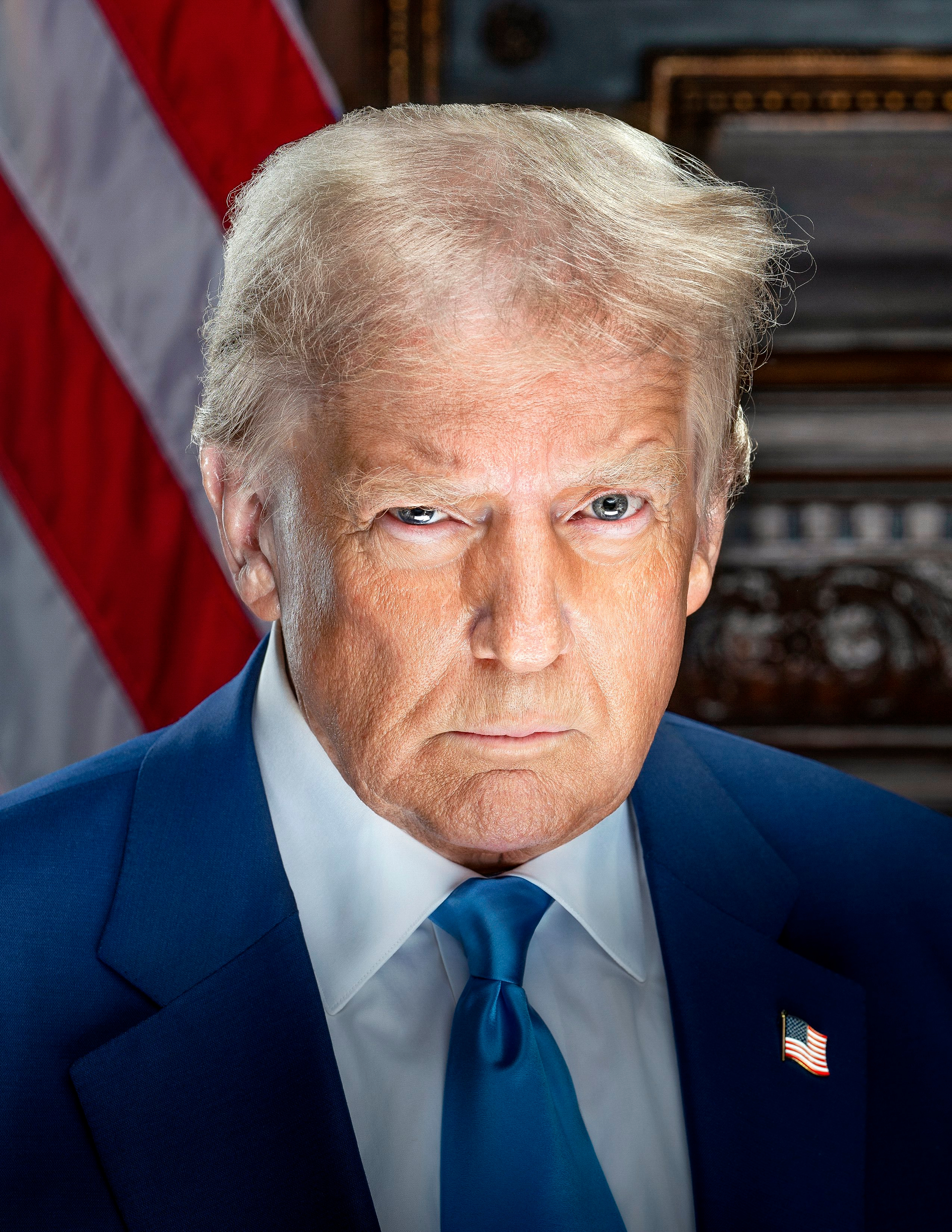
États-Unis : Donald Trump, Président.
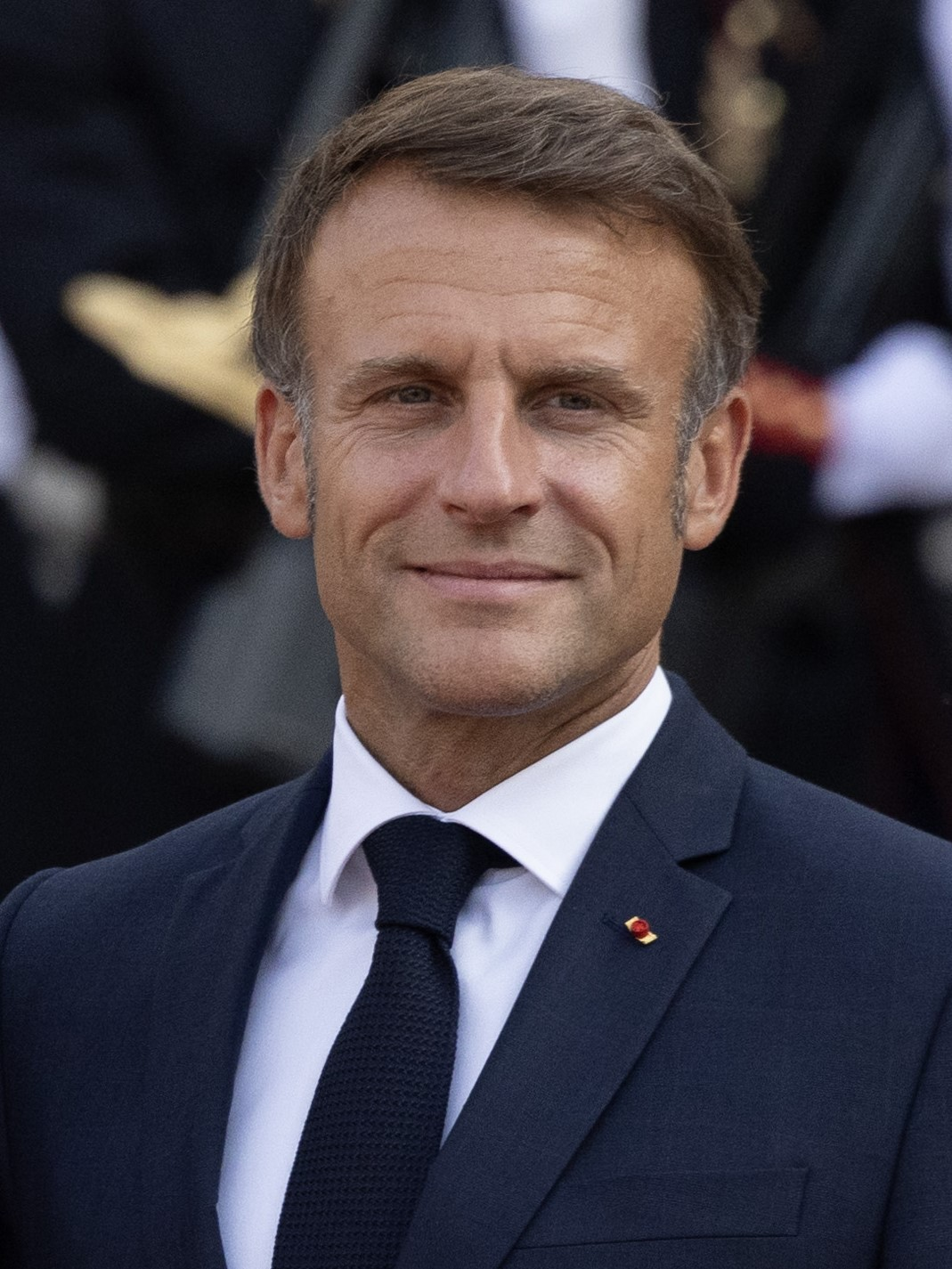
France : Emmanuel Macron, Président de la République.
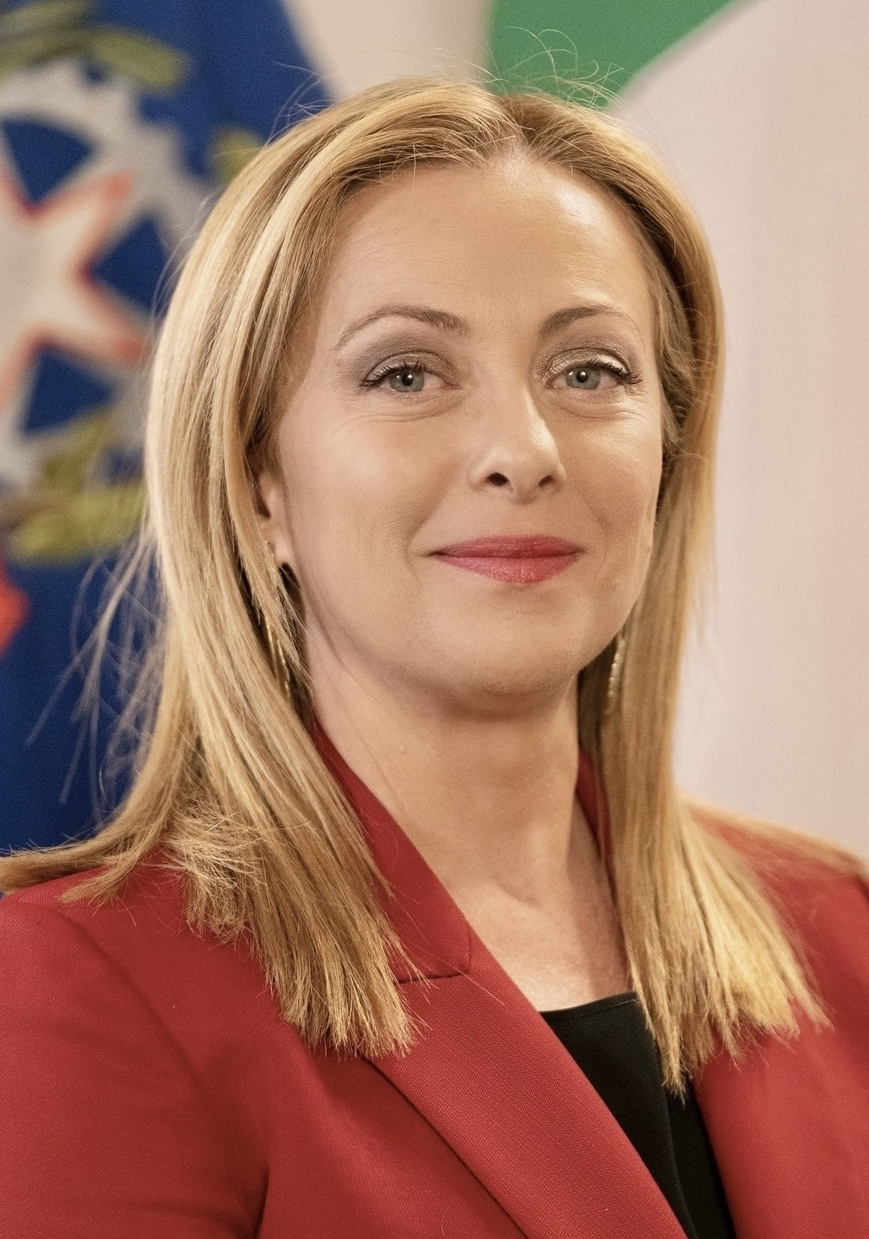
Italie : Giorgia Meloni, Présidente du Conseil des ministres.
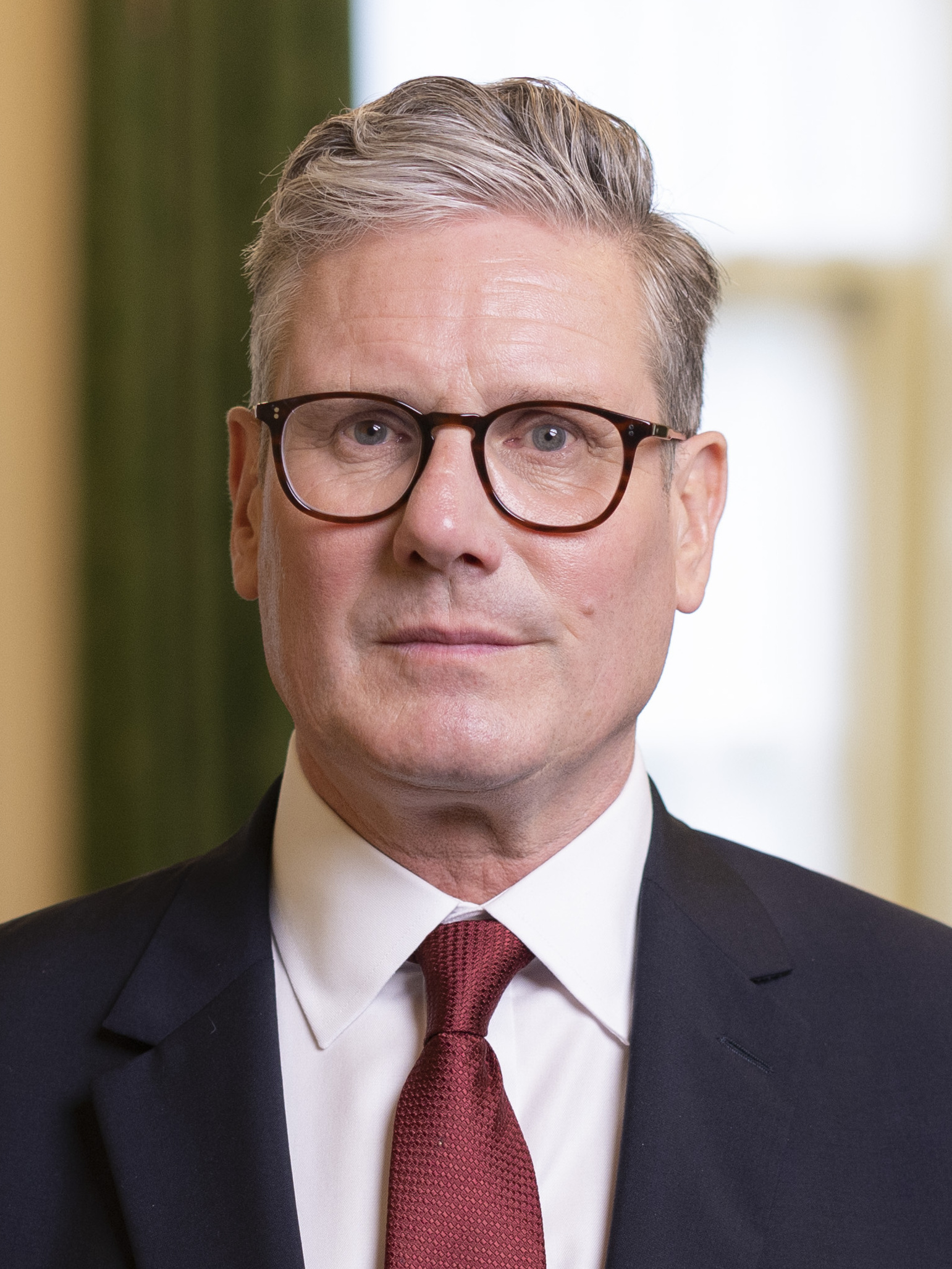
Royaume-Uni : Keir Starmer, Premier ministre.
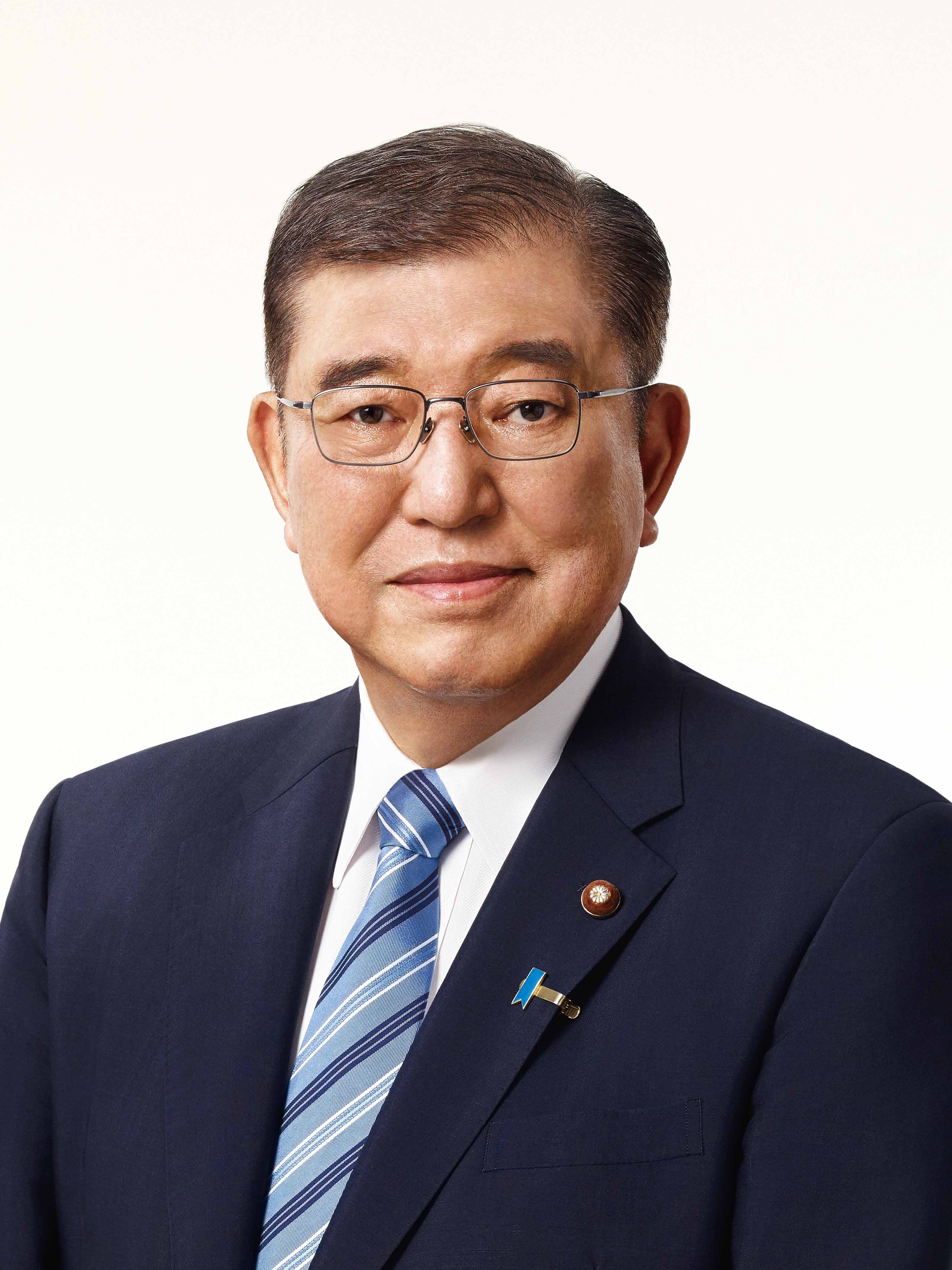
Japon : Shigeru Ishiba, Premier ministre.
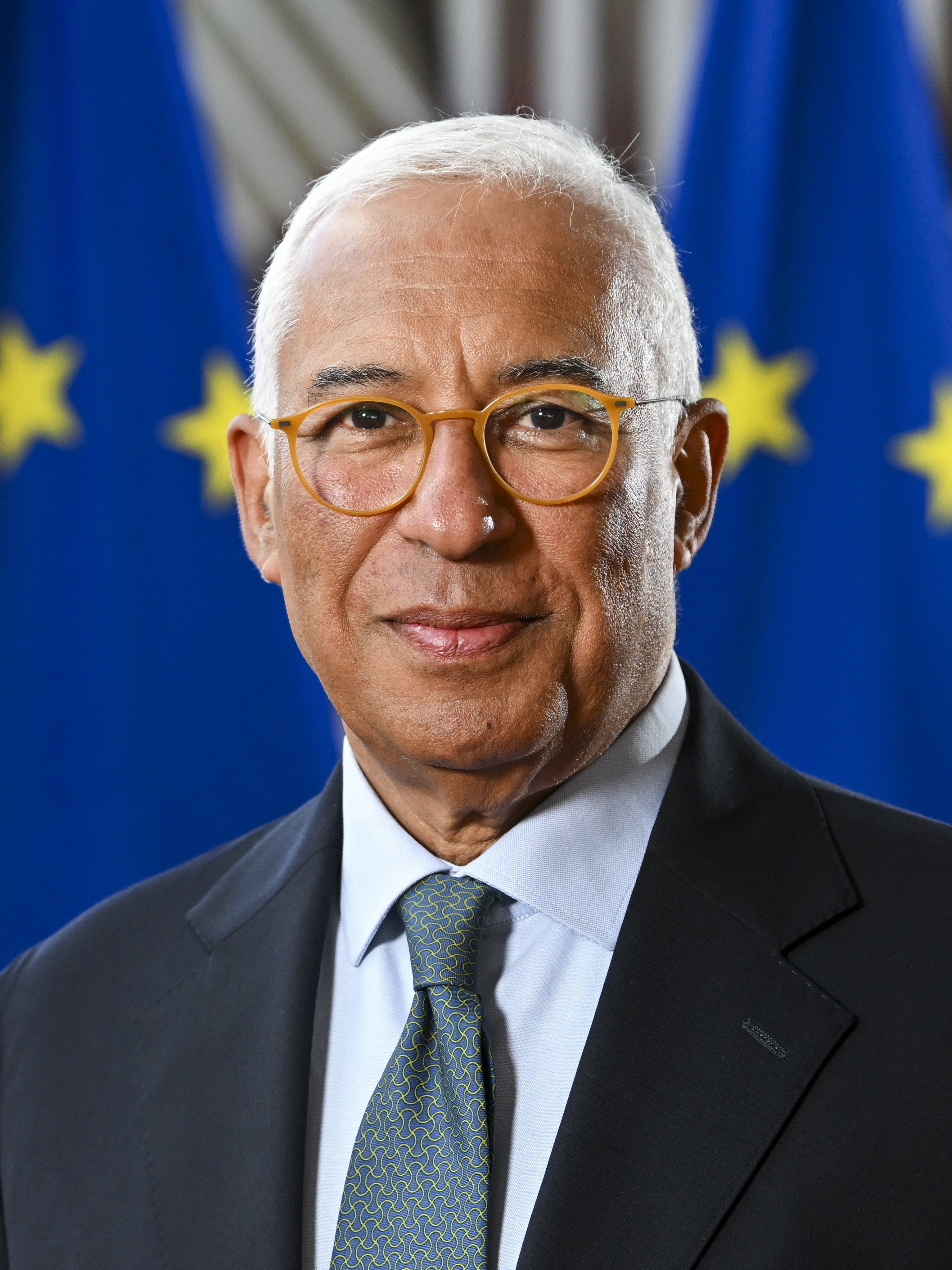
Union européenne : António Costa, Président du Conseil européen.
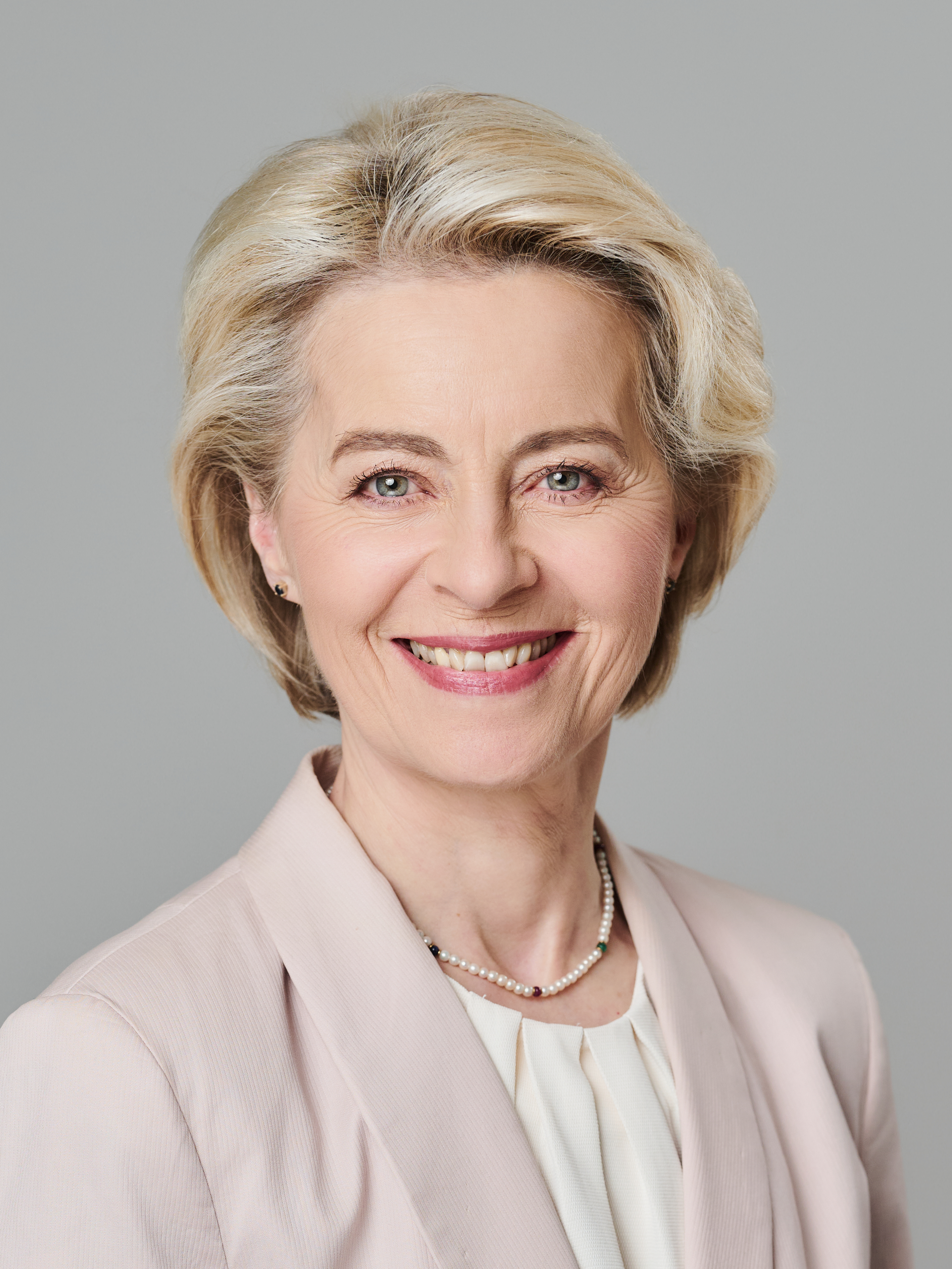
Union européenne: Ursula von der Leyen, Présidente de la Commission européenne.

## Oppositions au G7
Au cours des années précédentes, il n’y a pratiquement pas eu un seul sommet qui se soit déroulé sans heurts, que ce soit à Gênes ou à Évian. À Gênes, un manifestant du nom de Carlo Giuliani a été abattu par un policier pris de panique lors d’une émeute. Il est depuis devenu un symbole de la lutte altermondialiste. Lors du sommet d'Évian, un activiste, suspendu par une corde afin de bloquer sciemment la circulation a été précipité dans le vide après qu'un policier suisse a coupé la corde pour libérer le passage aux voitures. C'est de justesse qu'il s'en sortira après une chute de 23 mètres avec un pied broyé et des fractures lombaires,. En juin 2007, un témoin fondamental assigné à comparaître, aux côtés de 28 autres policiers, devant le tribunal chargé de juger les violences policières lors de la « nuit des matraques » à l'école Diaz à Gênes (qui hébergeait des militants chargés notamment de la communication sur le G8 pour des réseaux d'information indépendants), livre des informations compromettantes pour la police, accusée depuis des années d'actes d'une extrême violence au cours de ce G8 et dont les abus n'ont pas encore été reconnus officiellement ni sanctionnés, en dépit de nombreuses plaintes : confirmant les allégations de nombre de militants, Michelangelo Fournier, commandant d’un groupe anti-émeute affirme ainsi s'être opposé en vain à une « boucherie » sous les insultes de ses subordonnés. Au même moment, 45 carabiniers sont jugés par un autre tribunal. À l'époque, le pouvoir exécutif, loin d'assumer une quelconque responsabilité dans ces violences, a limogé le chef de la police, qui avait été nommé sous le précédent gouvernement. De même, les protestations ont été fortes contre les rencontres du FMI à Prague ou à Berlin et contre celle de l'OMC à Seattle. Ainsi, depuis les manifestations de Gênes en 2001, les sommets du G8 ne se déroulent habituellement plus dans les métropoles, mais dans des espaces difficilement accessibles et facilement contrôlables. Du 6 au 8 juin 2007, le sommet annuel du G8 se tient en Allemagne à Heiligendamm dans le Kempinski Grand Hotel dans la région de Mecklembourg-Poméranie-Occidentale (Nord-Est). Il s’agit d’une station balnéaire au bord de la mer Baltique. Heiligendamm est situé à 20 km à l’ouest de Rostock et à 200 km de Berlin. 100 000 manifestants y étaient attendus, ainsi que 16 000 agents de police, et un millier de militaires. Un mur de grillage d'une douzaine de kilomètres levé pour l'occasion fait rempart contre toute tentative d'incursion.
Le 21 mai 2011, au Havre, a eu lieu une manifestation pour protester contre la tenue du G8 à Deauville les 26 et 27 mai. Elle s'est déroulée pacifiquement. Le maire de la ville Édouard Philippe était opposé au rassemblement et a mené une campagne de presse visant à discréditer les manifestants « jugés dangereux ». Ce sont finalement entre 5 000 et 7 000 personnes qui ont défilé dans les rues du Havre.
À l'occasion du G7 de juin 2014 organisé à Bruxelles, le gouvernement belge a réintroduit le contrôle aux frontières (théoriquement interdit par l'accord de Schengen mais autorisé si l'ordre public ou la sécurité nationale exigent une action immédiate) afin, selon les autorités belges, de « conserver des perturbateurs potentiels en dehors de la zone Schengen ».